# Partito Democratico Cinese dei Contadini e dei Lavoratori
il Partito Democratico Cinese dei Contadini e dei Lavoratori (中国农工民主党S, Zhōngguó Nónggōng MínzhǔdǎngP) è uno degli otto partiti non comunisti legalmente riconosciuti nella Repubblica Popolare Cinese che seguono la direzione del Partito Comunista Cinese ed è membro della Conferenza politica consultiva del popolo cinese.
L'attuale presidente del partito è He Wei, eletto in occasione del 17º Congresso.